# مونیکا روشو
مونیکا روشو (به انگلیسی: Monica Roșu) ژیمناست زادهٔ ۱۱ مهٔ ۱۹۸۷ میلادی اهل کشور رومانی است.